# Ørholm Mølle

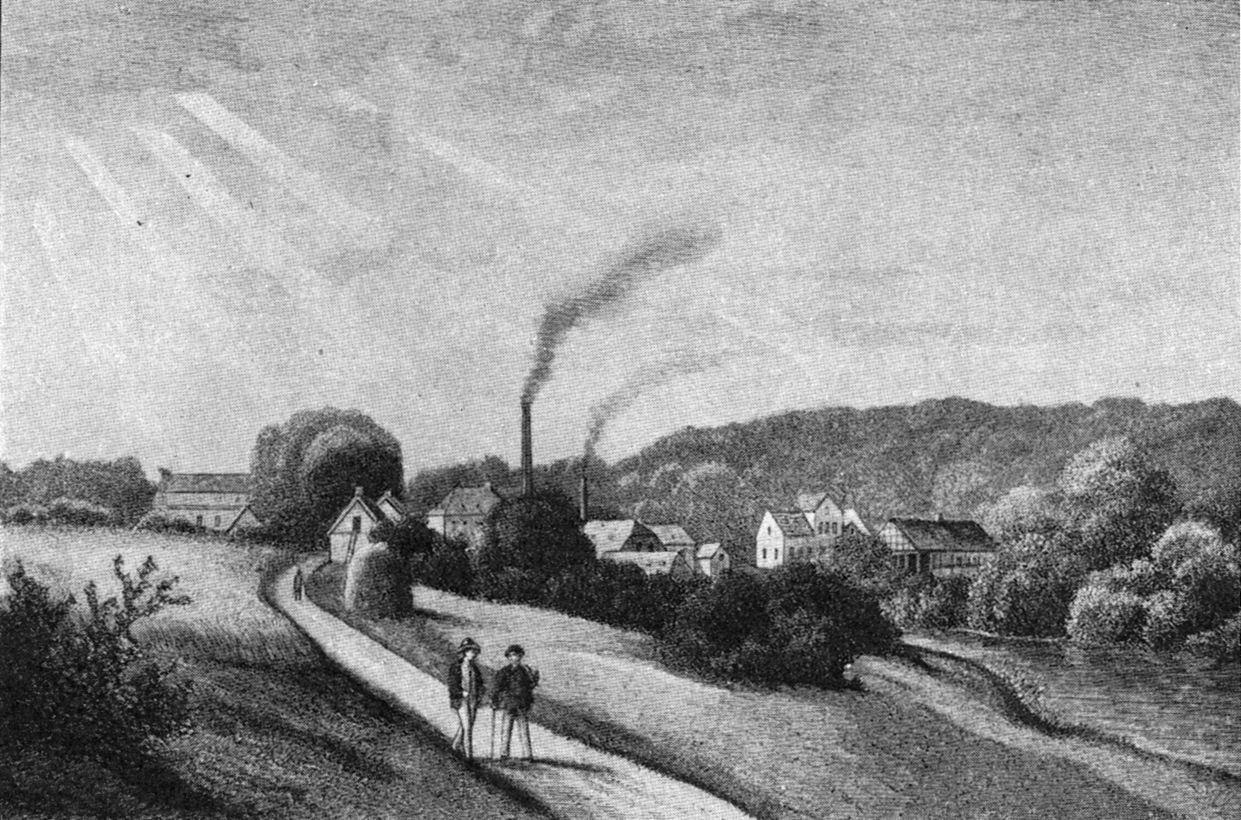
Ørholm Mølle 1860

Ørholm Mølle var en vattenkvarn (danska: vandmølle) och tidigare krutbruk (krudtværk) vid Mølleåen på Själland i Danmark.

## Möllans historia
Möllan omtalas i Roskildebispens Jordebog (Roskildebiskopens jordebok) från 1370-talet som molendinum Ørewaz. Platsen hette då Ørevad vilket antyder att det fanns ett vadställe över ån. Namnet ändrades efterhand  till Ørholm och 1670 finns namnet Øerholmen nedtecknat.
Möllan var ursprungligen en spannmålskvarn, men byggdes om till krutkvarn år 1558. Krutkvarnen ägdes av danska staten och moderniserades  efter holländsk förebild på 1920-talet. År 1653 såldes fabriken till en privat borgare, Herman Isenberg, med kontrakt om att Isenberg skulle tillgodose statens alla behov av krut, men därutöver även fick sälja till privatpersoner. Krutet förvarades i Nørreport, och användes bland annat vid försvaret under belägringen av Köpenhamn 1658–1660.
Under de kommande 50 åren bytte kvarnen ägare flera gånger, till exempel ägde en Albrecht Heins, som också ägde Lundtofte, kvarnen 1670–1672. Peder Griffenfeld besökte ofta platsen, då flera av ägarna, bland annat Heins, var hans personliga vänner.
År 1716 exploderade drøgstuen (torkrummet). Två arbetare dödades, och 300 kg krut gick förlorat.
År 1724 övertogs kvarnen av hovkopparslagaren Poul Badtuber, som redan tidigare ägde Brede Mølle och Nymølle, och han inrättade istället en kopparkvarn och järnvarufabrik på platsen. Verket fick dock gå på tvångsauktion 1742 och Johannes Castenschiold köpte det för att dra nytta av det privilegium för "Lee- og Skiære Kniv Fabrique" (lie- och skära kniv fabrik), som han redan hade.
År 1793 omvandlade två engelsmän, Henry Nelthropp och John Joseph Harris, fabriken till ett pappersbruk, främst för att tillverka tryckpapper, tapetpapper och blått omslagspapper. Året efter köpte de Nymølle, och de två kvarnarna fungerade därefter i 125 år som pappersbruk. Från 1830 och framåt var det en långsam nedgångsperiod, när konkurrensen från det betydligt större pappersbruket vid Strandmøllen tog över marknaden. År 1854 såldes Ørholm till Strandmøllens ägare och blev en del av vad som nästan kan beskrivas som ett danskt pappersmonopol. Under samma period moderniserades kvarnen med ångkraft och turbiner. Fabriken fanns till 1922. Från 1930 till 1977 fanns en fabrik för tillverkning av yllefiltar och resårmadrasser med namnet "Lama" i byggnaderna, som sedan övertogs av staten. De används av Nationalmuseet som lager.

## Ørholm Hovedgård
Möllans direktörsbostad heter Ørholm Hovedgård, men har aldrig varit en huvudgård i betydelsen herrgård. Man vet inte exakt när den nuvarande gården byggdes och inte heller vem som ritat den. Det är troligt att bostaden uppfördes under Lauritz Stubs ägarskap omkring mitten av 1700-talet. Han producerade bland annat stensågar för transportera ett stort parti mursten genom Dyrehaven, och det är rimligt att anta att dessa skulle användas till gårdens uppförande.
Efter att J.C. Drewsen & Sønner tagit över Ørholm Mølle 1854, var det inte längre nödvändigt att använda gården som direktörsbostad, och den hyrdes därför ut som privatbostad. Den första inneboende blev överste Anton Frederik Tscherning och hans familj. Från 1866 flyttade Christian Drewsens dotter Ophelia in i hemmet med sin man, redaktör Henrik Godske-Nielsen. Bostaden har haft skiftande ägare, bland annat borgmästaren i Lyngby-Tårbæks kommun, Paul Fenneberg, som ägde den perioden 1933–1982.

## Ägare av Ørholm Mølle
- Kronan 1558–1653
- Herman Isenberg 1653–1660
- Elisabeth Isenberg 1660–1669
- Albrecht Heins 1670–1672
- Magdalene Heins 1672–1691
- Hans von Buchwald och Detlev von Buchwald 1691–1724
- Poul Badtuber 1724–1734
- Två tyska hammarsmeder 1734–1742
- Johannes Castenschiold 1742–1747
- Lauritz Stub 1747–1771
- Amy Nielsen 1771–1786
- Hartvig Marcus Frisch 1787–1793
- Henry Nelthropp & John Joseph Harris 1793–1806
- John Bromley Nelthropp (Henrys son) & Ernst Schimmelmann 1806–1837
- Skiftande ägare 1837–1846
- Henrik Leonhard Danchell 1846–1854
- J.C. Drewsen & Sønner 1854–1889
- Aktieselskabet De Forenede Papirfabrikker 1889–1933
- Erik Daverkosen 1933–1977
- Danska staten 1977–